# Roslyn (New York)
Roslyn est un village du comté de Nassau, dans l'État de New York, aux États-Unis,. En 2010, il comptait une population de 2 770 habitants.

## Démographie
Lors du recensement de 2010, le village comptait une population de 2 770 habitants. Elle est estimée, en 2019, à 2 902 habitants.

## Personnalités liées à Roslyn
- Lilly Pulitzer (1931-2013), styliste américaine, y est née.